# The Flashing Lights
The Flashing Lights was een Canadese alternatieve rockband, actief in de late jaren 1990 en vroege jaren 2000.

## Bezetting
- Matt Murphy[2]
- Gavin Dianda[3] (keyboards, tamboerijn en mondharmonica)
- Henri Sangalang[4] (basgitaar)
- Steve Pitkin[5] (drums)
- Benn Ross[6]

## Geschiedenis
The Flashing Lights werd opgericht door Matt Murphy als een zijproject, optredend rond Halifax toen Murphy niet optrad en opnam met de band The Super Friendz. De band speelde voornamelijk als coverband. The Flashing Lights werd Murphy's primaire band na het uiteenvallen van Super Friendz in 1997. Murphy en bassist Henri Sangalang verhuisden naar Toronto, waar ze Gavin Dianda rekruteerden op keyboards, tamboerijn en mondharmonica, en Steve Pitkin op drums. De band trad op in Toronto in de Horseshoe Tavern in maart 1999 en kort daarna bracht ze hun debuutalbum Where the Change Is uit in 1999 bij het onafhankelijke label Brobdingnagian Records uit Halifax, waarmee ze een hit scoorde op moderne rockradiostations in Canada met Half the Time. De nummers van het album deden denken aan Britse rock uit de jaren 1960. Ze brachten in 2000 de ep Elevature uit. Sangalang verscheen ook in hetzelfde jaar op het album Furnace Room Lullaby van Neko Case en de band verscheen op 1 juli op Edgefest.
Het tweede album Sweet Release van The Flashing Lights werd in 2001 uitgebracht door Outside Music uit Toronto en werd geproduceerd door Ian McGettigan van Thrush Hermit. Ook in 2001 traden ze op in Montreal met Duotang en The Datsons. De band ging vervolgens op pauze. Murphy herenigde The Super Friendz voor hun album Love Energy uit 2003 en speelde vervolgens een acteerrol in de film The Life and Hard Times of Guy Terrifico. Later vervoegde hij zich bij de band City Field uit Toronto, is momenteel lid van Cookie Duster, droeg een song bij aan de soundtrack van de film Defendor uit 2009 en had een kleine acteerrol in de film Leslie, My Name Is Evil. Vanaf 2015 heeft hij samen met Mike O'Neill van The Inbreds en Chris Murphy van Sloan deelgenomen aan de superband Tuns. Dianda speelt momenteel met de band Saffron Sect en Pitkin speelde met The Violet Archers en is momenteel lid van Elliott Brood.

## Discografie
- 1999: Where the Change Is
- 2000: Elevature (ep)
- 2001: Sweet Release